# Grand Accélérateur National d’Ions Lourds

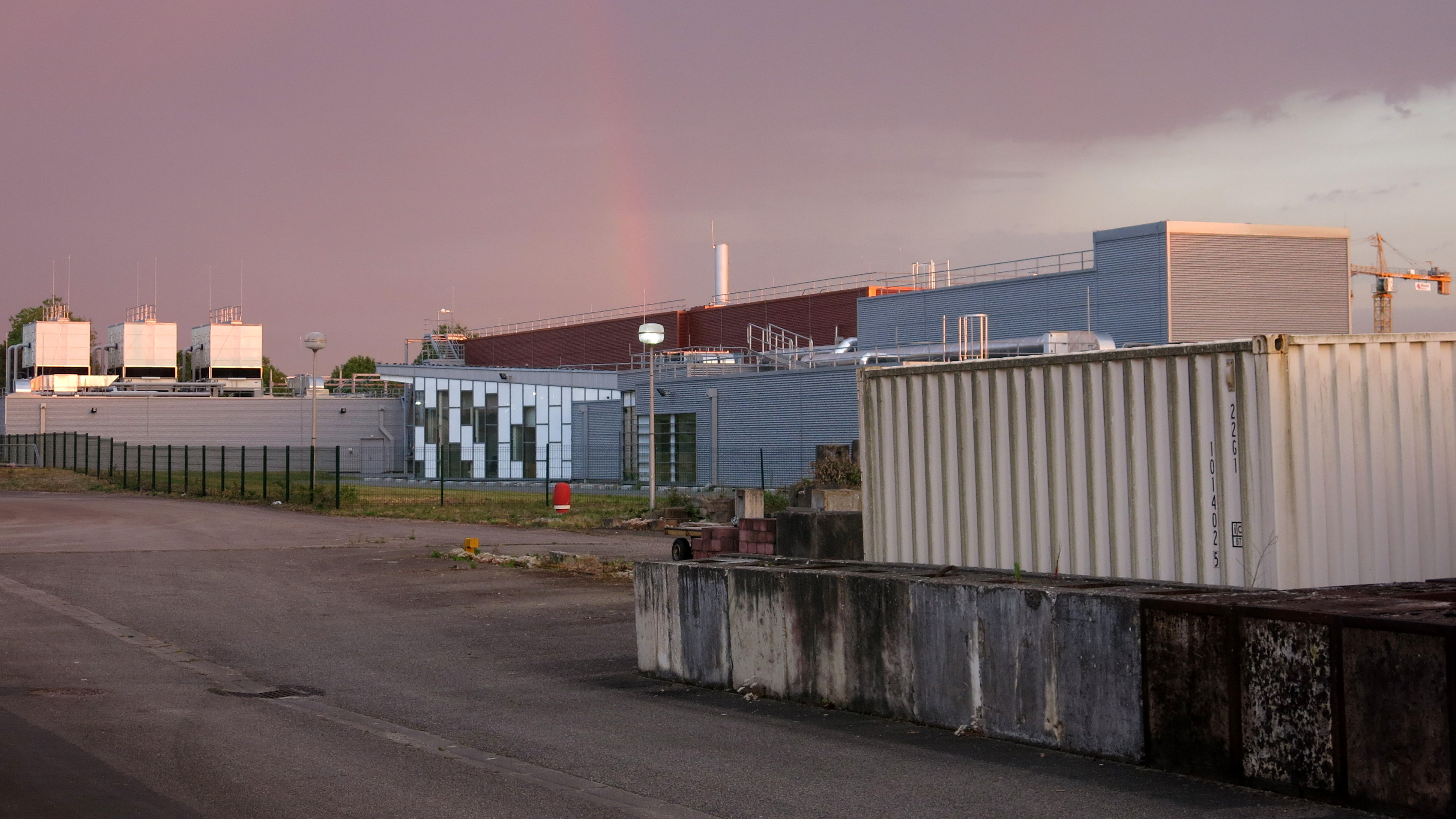
Blick auf den Neubau des Spiral-2-Gebäudes (Aufnahme vom Juli 2015)

Der Grand Accélérateur National d’Ions Lourds (GANIL) ist eine staatliche französische Schwerionenbeschleuniger-Anlage des Commissariat à l’énergie atomique et aux énergies alternatives (CEA) und des Centre national de la recherche scientifique (CNRS) in Caen. Die Anlage liegt am nördlichen Stadtrand von Caen. Die Pläne für den Bau entstanden 1973 und nach dem Beschluss für den Bau 1975 wurden 1983 erste Experimente durchgeführt. 2001 wurde die Anlage SPIRAL (Système de Production d’Ions Radioactifs Accélérés en Ligne) in Betrieb genommen, zunächst Spiral 1, das 2010 von Spiral 2 in Zusammenarbeit mit Indien fortgesetzt wurde. Es besteht aus einem Linearbeschleuniger sowie einem Zyklotron für mittlere Energien und dient auch als Neutronenquelle.
Am GANIL werden speziell exotische Kerne untersucht, die in der Natur unter normalen Bedingungen nicht vorkommen.
Direktor war 1982 bis 1990 Claude Détraz und ist seit 2009 Sydney Galès (* 1943).